# École mixte de Pohjois-Haaga
L'école mixte de Pohjois-Haaga (finnois : Pohjois-Haagan yhteiskoulu) est une école  secondaire et un lycée du quartier de Haaga à Helsinki en Finlande.

## Présentation
Le lycée propose une section générale, une section sportive, une section mathématique et une section mathématique sportive. 
Le lycée est un lycée sportif et général.

## Anciens élèves
- Mikko Kuoppamäki (fi) batteur, percussionniste ;
- Robin Lod, footballeur ;
- Sakari Pesola (fi), compositeur ;
- Heikki Sorsa (fi), snowboarder ;
- Arto Sotavalta (fi), chanteur.